# Amaurobius cerberus
Amaurobius cerberus là một loài nhện trong họ Amaurobiidae.
Loài này thuộc chi Amaurobius. Amaurobius cerberus được Jean-Louis Fage miêu tả năm 1931.